# Karolewo (Orłowo)
Karolewo – część wsi Orłowo w Polsce, położona w województwie kujawsko-pomorskim, w powiecie lipnowskim, w gminie Wielgie.
W latach 1975–1998 Karolewo należało administracyjnie do województwa włocławskiego.